# Zalesie (Stawy Monowskie)
Zalesie – część wsi Stawy Monowskie w Polsce, położony w województwie małopolskim, w powiecie oświęcimskim, w gminie Oświęcim.
Zalesie znajduje się w północnej części wsi, leży nad Wisłą oraz bezpośrednio sąsiaduje ze stawami hodowlanymi.
W latach 1975–1998 Zalesie administracyjnie należało do województwa bielskiego.